# Шлях Ентнера — Дудорова

Схема реакцій шляху Ентнера-Дудорова

Шлях Ентнера-Дудорова (КДФГ-шлях окиснення вуглеводів) — метаболічний шлях перетворення глюкози до пірувату альтернативний до гліколізу, характерний для деяких прокаріот, переважно грам-негативних бактерій. Названий в честь вчених Майкла Дудорова та Натана Ентнера, що відкрили цей шлях у 1952 році у бактерії Pseudomonas saccharophila. Шлях Ентнера-Дудорова примітивніший і менш ефективний ніж гліколіз.

## Реакції шляху Ентнера-Дудорова
Шлях Ентнера-Дудорова починається із фосфорилювання глюкози в шостому положенні. Утворений глюкозо-6-фосфат як і в пентозофосфатному шляху окиснюється до 6-фосфоглюконату у дві стадії. Фермент глюкозо-6-фосфатдегідрогеназою каталізує утворення 6-фосфоглюконо-δ-лактону. Акцептором електронів у цій реакції в деяких мікроорганізмів може виступати тільки НАДФ+, тоді як в інших і НАДФ+, і НАД+. Утворений лактон гідролізується лактоназою до 6-фосфоглюконату.
6-фосфоглюконат підлягає дегідратації, яку каталізує фермент унікальний для цього метаболічного шляху — 6-фосфоглюконатдегідратаза (інша назва дегідратаза Ентнера-Дурдорова, EDD). Продуктом реакції є 2-кето-3-дезокси-6-фосфоглюконат (КДФГ) — ключовий метаболіт шляху Ентнера-Дудорова. КДФГ під дією КДФГ-альдолази розщеплюється до однієї молекули пірувату та однієї молекули гліцеральдегід-3-фосфату, який далі перетворюється в реакціях аналогічних до гліколітичних, під час яких відбувається фосфорилювання двох молекул АДФ. Таким чином на один моль глюкози у шляху Ентнера-Дудорова відновлюється один моль НАД+, один моль НАДФ+ (або два молі НАД+) та синтезується один моль АТФ (на відміну від гліколізу, де вихід АТФ становить 2 молі на моль глюкози).

## Поширення і модифікації
Шлях Ентнера-Дудорова значно менш поширений у природі ніж гліколіз, він зустрічається переважно у грам-негативних бактерій, зокрема родів Rhizobium, Pseudomonas, Azotobacter, Agrobacterium. Рідкісним прикладом грам-позитивної бактерії, що використовує цей шлях є Enterococcus faecalis.
Шлях Ентнера-Дудорова утворює ядро центрального метаболізму і є єдиним способом окиснення вуглеводів в анаеробного організму Zymomonas mobilis, в якого відсутній гліколіз та пентозофосфатний шлях. Утворений в цьому шляху піруват вступає у реакції спиртового бродіння. Такий шлях метаболізму глюкози дуже неефективний (вихід тільки 1 моль АТФ на 1 моль глюкози), що компенсується високими темпами процесу. Шлях Ентнера-Дудорова також протікає лінійно і є центральним у катаболізмі вуглеводів у збудника гонореї Neisseria gonorrhoeae.
У багатьох аеробних організмів, в яких відсутній фермент гліколізу фосфофруктокіназа, зокрема представників роду Pseudomonas, шлях Ентнера-Дудорова протікає у циклічній формі: утворений в альдолазній реакції гліцеральдегід-3-фосфат у реакціях глюконеогенезу перетворюється назад до 6-фосфоглюконату.
В деяких бактерій із центральним гліколітичним шляхом катаболізму глюкози лінійний шлях Ентнера-Дудорова може бути індуцибельним і «вмикатись» тільки за певних умов, наприклад присутності глюконатів у середовищі. Прикладом таких мікроорганізмів є Escherichia coli. Також відомі модифікації шляху Ентнера-Дудорова, наприклад із нефосфорильованими проміжними метаболітами.